# Yahoo! Next
Yahoo! Next é um site onde são apresentados algumas das novas tecnologias que estão sendo desenvolvidas pelo Yahoo!.
Essencialmente são projetos que estão em suas fases de encubação e em fase de testes e permitem que a comunidade possa participar a fim de aperfeiçoá-los. Cada protótipo possui o seu próprio fórum onde pode ser discutido hoje chamado de Yahoo! Developer Network. 

## Produtos em fase beta
- AlltheWeb Livesearch Beta
- Yahoo! Answers
- Yahoo! Audio Search
- Yahoo! Farechase
- Yahoo! Feed/Blog Alerts
- Yahoo! Mobile
- Yahoo! Instant Search Beta
- Yahoo! Maps Beta
- Yahoo! Mindset
- Yahoo! Mobile Shopping (Este serviço é para telefones móveis.)
- Yahoo! My Web 2.0
- Yahoo! Open Shortcuts
- Yahoo! Podcasts
- Yahoo! Ready
- Yahoo! Search Subscriptions
- Yahoo! Site Explorer
- Yahoo! Ticker
- Y!Q